# Chiocchio
Chiocchio è una località che fa parte del comune di Greve in Chianti. Il suo antico nome era Fonte al Brocco e qui, nel XIII secolo, si separava la via publicana, percorso di crinale, dalla via pubblica, poi Strata de Chianti.

## Monumenti e luoghi d'interesse
Questo percorso in tal modo ebbe un'importanza rilevante per gli insediamenti rurali e religiosi che sorsero nelle sue vicinanze: la casa-torre di Fonzacchino, l'oratorio di San Giusto a Montemartiri, la chiesa di San Michele a Rugliana, il Monastero di Santa Margherita a Sugame, San Lorenzo al Frassino, l'Oratorio di Monte Domini, Torsoli, con le chiese di San Gaudenzio e San Michele.

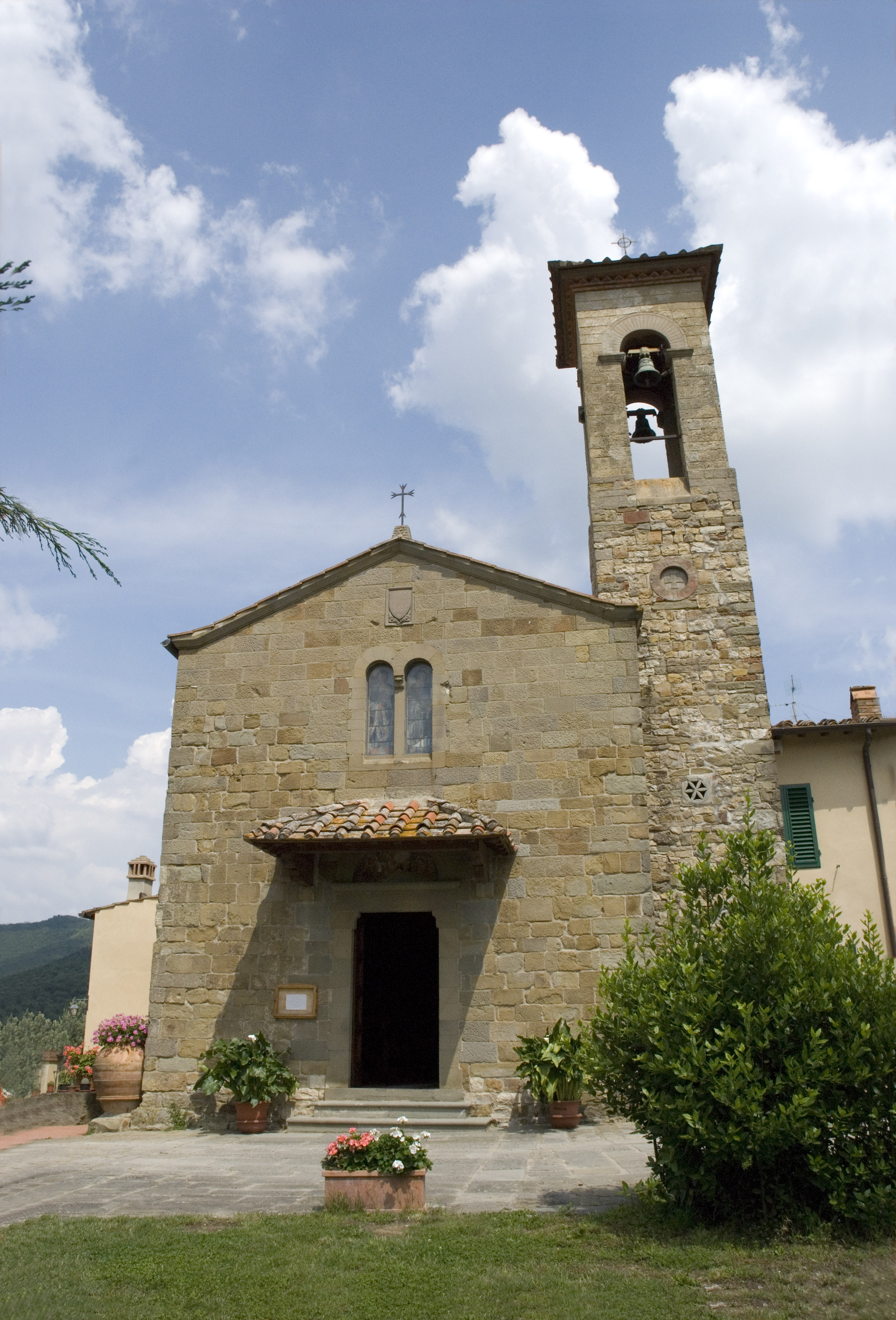
Pieve di San Donato a Mugnana

Le chiese di Chiocchio sono due, una è l'antica Chiesa di San Donato a Mugnana, l'altra, più nuova, è la Chiesa di Santa Maria a Chiocchio, che in precedenza si chiamava Chiesa della Madonna del Buon Viaggio. Quest'ultima conserva il dipinto, proveniente dalla Pieve, Riposo dalla fuga in Egitto, della Scuola toscana (1616). Nella Pieve di San Donato a Mugnana si conservano un turibolo e una navicella provenienti dall'Abbazia di San Cassiano a Montescalari e un capitello erratico.
Vicino a Chiocchio c'è il Castello di Mugnana, appartenuto agli Amidei e poi ai Bardi, la cui costruzione risale agli anni precedenti il XIV secolo. Nei pressi del podere Barberino fu trovato un timbro doliare di epoca romana, raffigurante Ercole, con scritta in greco EPA = Era(Kles) = Ercole.

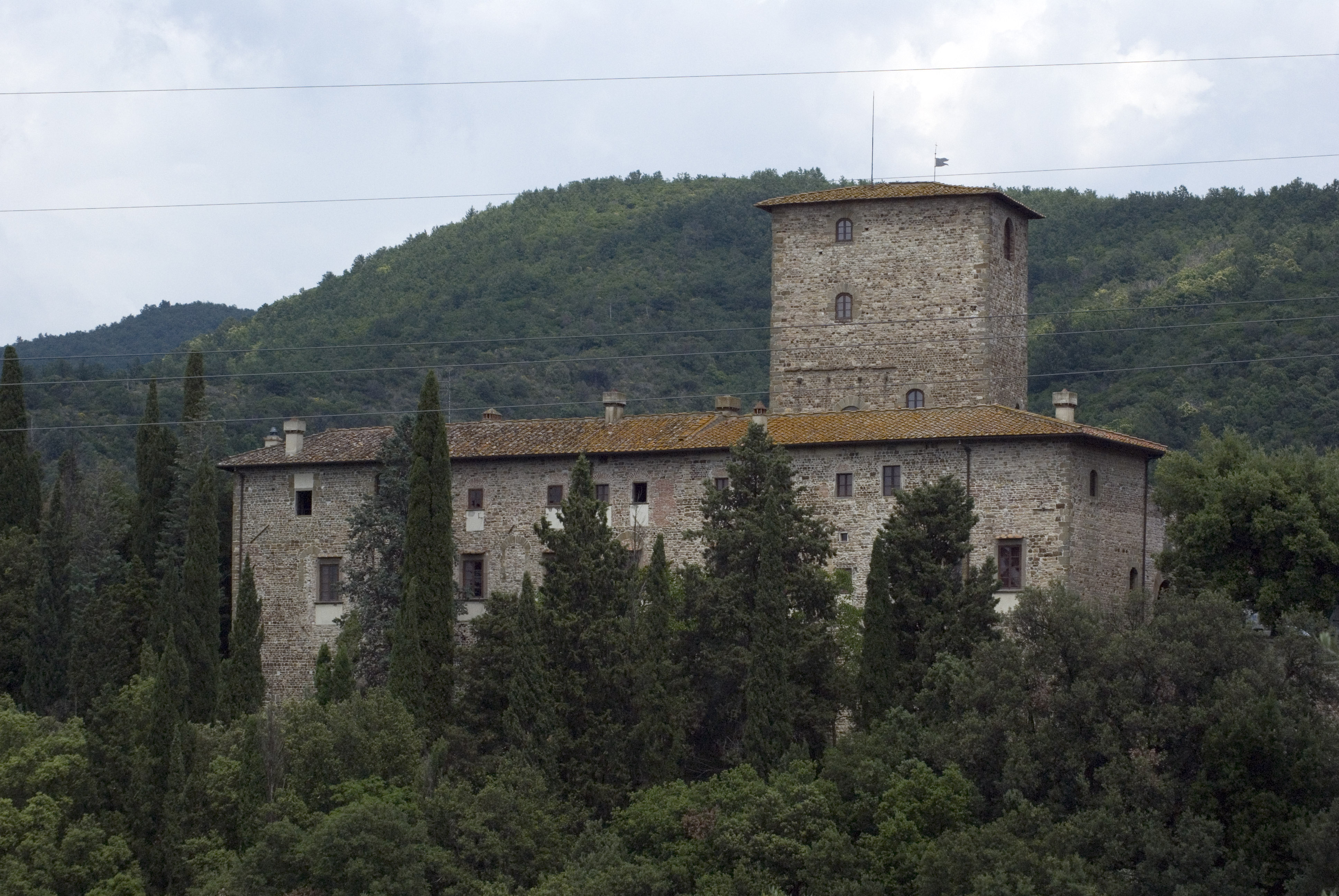
Castello di Mugnana

A Chiocchio si trova la zona di Palaia, con la sua strada sterrata tra vigne e olivi, meta degli appassionati del trekking, ma oggi oggetto di discussione per la lottizzazione in atto.